# 9631 Hubertreeves
9631 Hubertreeves (1993 SL6) là một tiểu hành tinh vành đai chính được phát hiện ngày 17 tháng 9 năm 1993 bởi E. W. Elst ở Đài thiên văn Nam Âu.